# Blue & Gold Fleet

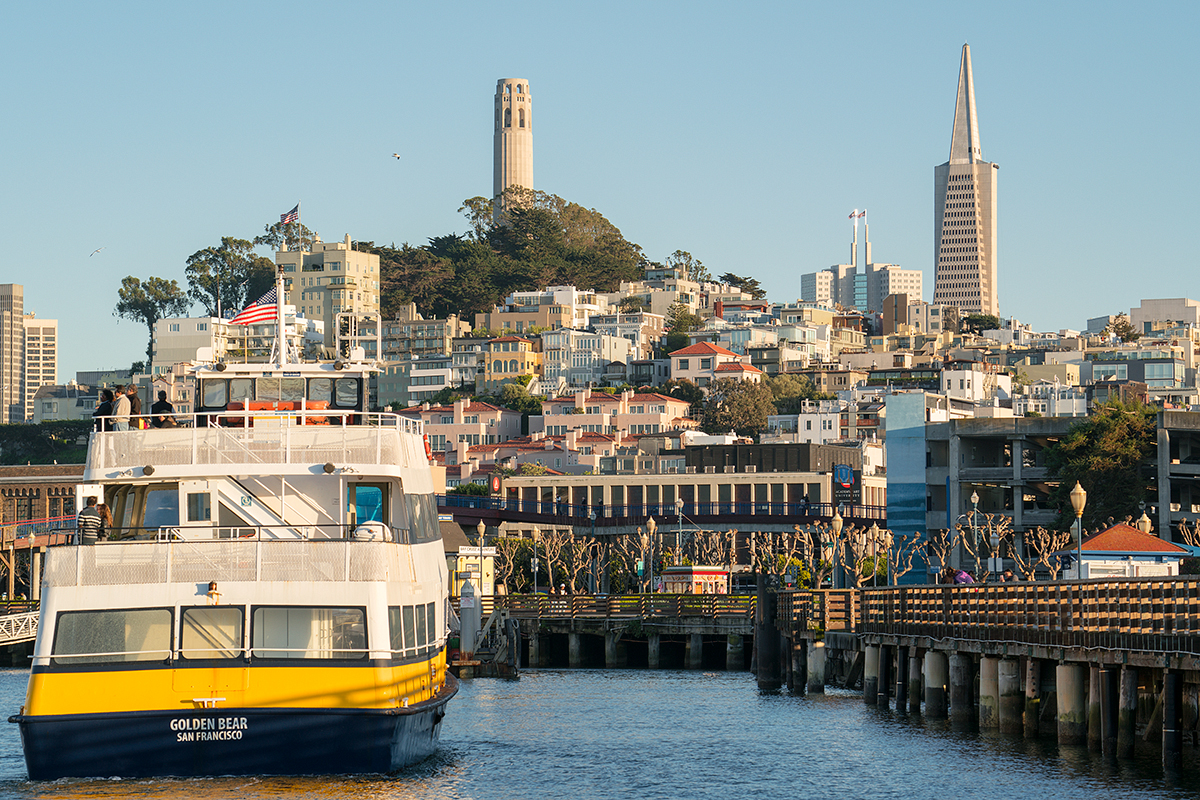
De Golden Bear van Blue & Gold Fleet, met San Francisco op de achtergrond, en Coit Tower en Transamerica Pyramid prominent in beeld.

Blue & Gold Fleet is een Amerikaans bedrijf dat veerdiensten uitbaat in de Baai van San Francisco in Californië. Het bedrijf verzorgt toeristische veerdiensten vanaf Pier 41 in San Francisco naar Sausalito, Tiburon en Angel Island. Blue & Gold Fleet de veerdiensten van de San Francisco Bay Ferry in onderaanneming.
In dezelfde baai vaart ook Red & White Fleet, met een gelijkaardige naam.